# Peyrat-la-Nonière
Peyrat-la-Nonière település Franciaországban, Creuse megyében. Lakosainak száma 422 fő (2022. január 1.). Peyrat-la-Nonière Champagnat, Le Chauchet, Issoudun-Létrieix, Puy-Malsignat, La Serre-Bussière-Vieille, Saint-Chabrais, Saint-Domet, Saint-Julien-le-Châtel és Saint-Priest községekkel határos.

## Népesség
A település népességének változása:
| Lakosok száma | 786  | 609  | 506  | 460  | 443  | 425  | 426  | 431  | 427  | 422  |
|               | 1968 | 1982 | 1990 | 2006 | 2013 | 2015 | 2017 | 2019 | 2020 | 2022 |